# Westerlee (Zuid-Holland)
Westerlee is een buurtschap in de gemeente Westland, ten westen van De Lier. Westerlee herbergt een voormalig veilingcomplex van 30 hectare. De voornaamste producten die op deze groentenveiling werden verhandeld zijn tuinbouwproducten zoals sla, komkommers en tomaten. Op het terrein is het Handelscentrum Westerlee gevestigd.
Knooppunt Westerlee is het turboplein dat de provinciale wegen N223 en N213 verbindt met de A20.

## Geschiedenis
Bij Leehove, in Westerlee zijn in 2014 Romeinse restanten gevonden die duiden op een mogelijke marinebasis in de nabije omgeving. De restanten werden gevonden vlak bij de plek waar de Lee de Maas instroomde en dicht bij de plek waar het Vlietje, vermoedelijk onderdeel van het Romeinse Kanaal van Corbulo, uitkwam op de Lee.
In de dertiende eeuw is de Lee bij Westerlee afgedamd om het achterliggende land te beschermen tegen overstromingen. Vlak bij Westerlee lag een ander gehucht, Heimond waar de abdij van Mariënweerd een kapel had gesticht. Deze kapel is tot 1449 bediend geweest waarna de bediening is verplaatst naar een nieuwe kapel in de Staalduinen. De straatnamen Sint Jorispad en de Monnikenweg herinneren nog aan deze tijd.
In 1848 stonden er 4 huizen en een korenmolen en bedroeg het aantal inwoners 20. Dit aantal liep in de negentiende eeuw langzaam op. Reeds voor 1910 verschenen langs de Leeweg en het Sint Jorispad tuinderswoningen met kassen. Grote invloed op de ontwikkeling van de buurtschap had de komst van veiling Westerlee in 1903 en de aanleg van de tramlijn en -halte van de WSM in 1907. Deze spoorlijn reed tussen Loosduinen en Delft / Maassluis. De lijn langs Westerlee verdween in 1968. 
Er kwam een haven voor de aan- en afvoer van tuinbouwproducten en in de jaren 30 kwam in het zuidwesten een knooppunt van belangrijke landwegen: de rijksweg Burgemeester Elsenweg, de N213, en de provinciale weg Burgemeester van Doornlaan, de N233. Door deze infrastructurele werken bleef er weinig ruimte voor woningbouw. Alleen aan de Leeweg nam de bewoning licht toe.
Na de Tweede Wereldoorlog werden slechts enkele vrijstaande woningen en huizenblokken gebouwd langs de rijksweg ten westen van de veiling. Wel is de veiling sterk uitgebreid. De haven werd gedempt en de tramlijn opgebroken om plek te maken voor de veiling en doordat goederen vervoeren per weg de voorkeur kreeg.